# Obere Mühle (Sandberg)
Die Obere Mühle in Schmalwasser war eine Getreidemühle im Landkreis Rhön-Grabfeld.
Die Mühle wurde ab 1807 von Hans Söder geführt. Die eingängige Mühle war immer in Familienbesitz und noch funktionsfähig.